# 明珠湖公园
明珠湖公园是中華人民共和國上海市崇明區的一個公園，是國家5A級旅遊景區，面積6500畝，水域面積3000多畝，公園內有崇明島上最大的淡水湖泊明珠湖，環湖還有4500畝的明珠湖水源涵養林。公園內還有魚類標本館，藏有30多種生活在明珠湖和長江口的魚類標本。公園於2005年成立，向市民免费开放。